# Теренин, Дмитрий Степанович
Дми́трий Степа́нович Тере́нин (27 сентября 1873 — после 1917) — русский общественный деятель и политик, член IV Государственной думы от Казанской губернии.

## Биография
Из потомственных дворян Казанской губернии. Землевладелец Спасского уезда (440 десятин при селе Салманы).
Сын губернского предводителя дворянства отставного генерал-майора Степана Николаевича Теренина (1846—1897).
Окончил 1-ю Казанскую гимназию с золотой медалью (1891) и юридический факультет Казанского университета с дипломом 2-й степени (1895).
По окончании университета служил помощником судебного следователя 3-го участка Казани в Казанском окружном суде (1895—1897), в канцелярии Казанского дворянского депутатского собрания (1897—1898). C февраля 1898 состоял помощником делопроизводителя казанского отделения Дворянского земельного банка. Дослужился до чина надворного советника.
Прапорщиком запаса участвовал в русско-японской войне.
Занимался сельским хозяйством и общественной деятельностью. Избирался депутатом дворянства по Казанскому уезду (с 1898), в течение нескольких трехлетий гласным Спасского уездного и Казанского губернского земских собраний. До 1906 года служил земским начальником в Спасском уезде. С 1906 года состоял членом Крестьянского банка от Казанского губернского земства, затем — непременным членом того же банка в Симбирске.
В 1912 году был избран членом Государственной думы от Казанской губернии. Входил во фракцию «Союза 17 октября», после её раскола — во фракцию земцев-октябристов. Входил в Прогрессивный блок. Состоял докладчиком и секретарем финансовой комиссии, а также членом комиссий: по исполнению государственной росписи доходов и расходов, по военным и морским делам, о народном здравии, по рабочему вопросу и по борьбе с немецким засильем.
С началом Первой мировой войны был зачислен в резерв чинов при штабе Минского военного округа. Высочайшим приказом от 18 июля 1915 года уволен от военной службы для определения к статским делам.
В дни Февральской революции был в Петрограде. Работал в комиссии Временного комитета Государственной думы по принятию задержанных военных и высших гражданских чинов. 21 апреля был избран членом-заместителем Общегосударственного продовольственного комитета, в конце апреля отказался от этой должности.
Дальнейшая судьба неизвестна. Был холост.